# Codex Cyprius
Il Codex Cyprius (numerazione Gregory-Aland: Ke o 017; numerazione von Soden: ε 71) è un manoscritto pergamenaceo onciale in lingua greca contenente i vangeli canonici e datato paleograficamente al IX secolo.

## Descrizione
Il codice contiene il testo completo dei quattro vangeli canonici, scritto su 267 fogli di pergamena grandi 26 per 19 cm; il testo è disposto su di una singola colonna per pagina, con 16-31 linee per pagina.
Le lettere e le parole sono scritte in scriptio continua, senza cioè essere separate; le lettere onciali (maiuscole) sono grandi (in alcune pagine molto grandi), dritte e compresse. Il manoscritto contiene τιτλοι, κεφαλαια (aggiunte da una mano successiva), στιχοι, e martiriologio. Le sezioni ammoniane sono presenti, ma il canone eusebiano è assente. Il testo è caratterizzato da frequenti iotacismi.

### Critica testuale

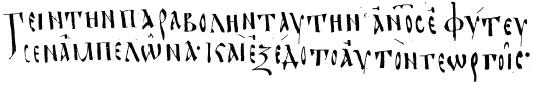
Vangelo secondo Luca 20,9

Il testo greco di questo codice è rappresentativo del tipo testuale bizantino. Assieme al Codex Petropolitanus appartiene alla famiglia Π, che è strettamente imparentata al Codex Alexandrinus. Kurt Aland lo ha inserito nella Categoria V.
In Vangelo secondo Marco 10,19, la frase μη αποστερησης è omessa, come nei codici B (dove è aggiunta da una seconda mano), W, Ψ, f1, f13, 28, 700, 1010, 1079, 1242, 1546, 2148, ℓ 10, ℓ 950, ℓ 1642, ℓ 1761, syrs, arm, geo; questa omissione è tipica dei manoscritti di tipo testuale alessandrino e cesariense.
In Vangelo secondo Luca 9,55-56 presenta la seguente interpolazione, presente anche nei codici Π 1079 1242 1546 (f1 omette γαρ) (Θ e f13 omettono υμεις e γαρ):
(Edizione Nuova Riveduta)
Il manoscritto contiene il testo della Pericope dell'adultera (Vangelo secondo Giovanni 8,1-11) e Matteo 16,2b-3.

## Storia
Il codice portato da Cipro alla Biblioteca Colbert a Parigi nel 1673, fu esaminato da Richard Simon, John Mill, Bernard de Montfaucon, Giuseppe Bianchini, Johann Martin Augustin Scholz, Tischendorf (nel 1842 e 1949) e da Tregelles nel 1850.
Il codice è conservato alla Biblioteca nazionale di Francia (Gr. 63) a Parigi.